# Xavier Hochstrasser
Xavier Daniel Hochstrasser (Onex, 1 de julho de 1988) é um futebolista profissional suíço que atua como volante. Atualmente, defende o FC Le Mont.

## Carreira
Xavier Hochstrasser fez parte do elenco da Seleção Suíça de Futebol da Olimpíadas de 2012.